# Briga Superiore
Briga Superiore, frazione collinare della I Circoscrizione del comune di Messina, distante circa 16 km a Sud dal centro cittadino.
Posta in una stretta vallata percorsa dal torrente Briga, coltivata ad agrumi e uliveti.

## Toponimo
Il nome "Briga", secondo quanto scrisse Tommaso Fazello deriva da "Brica", mentre l'aggettivo di Superiore, serve a distinguerlo dalla località di Briga Inferiore, che fino a qualche decennio fa era una contrada agricola a metà strada tra il paese e Briga Marina.
Il vocabolo "Brica" starebbe a significare "erica", vegetale abbondante nel territorio.
Le "Rationes Decimarum" di Sella dànno notizia di due chiese site "in Flomaria de Brica et S. Pauli infirmorurfi", officiate entrambe da preti greci: un "Presbiter grecus capellanus ecclesiae S. Nicolae e un altro "Presbiter grecus capellanus S. Pauli". Le notizie si riferiscono agli anni 1308-1310 e portano perciò i nomi di queste località al tardo Medioevo. Il Fazello, però, ha due varianti al nome Briga: "Bricca" e "Labruca".

## Storia
Le sue radici affondano nella notte dei tempi, allorché le popolazioni rivierasche si rifugiavano tra le colline e strette valli per sfuggire alle incursioni saracene.
Briga fece parte dal secolo XIII del territorio del monastero benedettino di San Placido Calonerò, nel XVII secolo passò sotto il dominio spagnolo.
Nel 1844 gli abitanti di Briga Superiore, insieme a quelli dei comuni limitrofi, fecero causa all'amministrazione del monastero di San Placido per l'abolizione delle "angherie".
La sentenza mise fine così ad un regime impositivo feudale. 
Nel 1866 lo Stato italiano sciolse gli ordini monastici, confiscando loro i beni e mettendoli all'asta.
I terreni del villaggio, già proprietà del monastero di San Placido Calonerò, furono acquistati da alcune famiglie facoltose che bonificarono il territorio impiantando agrumeti, vigneti e uliveti.
Intanto all'inizio del XIX secolo, cessato il pericolo delle incursioni barbaresche, molti abitanti di Briga Superiore abbandonarono le colline riversandosi sulla riviera, ripopolando così Briga Marina.

## Viabilità
Unica via d'accesso al villaggio è la stretta e tortuosa Strada Provinciale n°34 che da Briga Marina dopo circa 2 km porta in paese. Fino al 1980, l'imbocco di questa strada, dal lato di Briga Marina era rappresentato da uno stretto scatolare ferroviario (misure 250 x 3,50 m) che precludeva l'accesso ai mezzi pesanti e ai mezzi pubblici.
La viabilità minore è rappresentata da vicoli.
 Il villaggio è collegato al centro cittadino dalla linea ATM n° 4 (Piazza Dante-Briga Superiore).

## Edifici pubblici
- Scuole elementari (dismesse)

### Chiese e monumenti
La chiesa del villaggio è intitolata a San Nicola di Bari, il santo patrono del paese  me forte è la devozione al Santo protettore  San Giorgio martire.
 All'interno della chiesa sono stati ricollocati i settecenteschi altari del tempio distrutto nel terremoto del 1908. Interessante una tavola con la Madonna della Lettera, posta in fondo all'abside. Il complesso statuario di San Giorgio a cavallo che libera la donzella è opera lignea del XIX secolo.
- L'eremo di San Placido il Vecchio è posto sopra un'alta collina sovrastante il lato Sud del villaggio, e sottratto da pochi anni al degrado e restaurato, è oggi un luogo di meditazione e di preghiera.